# 西日本自動車学校
西日本自動車学校（にしにほんじどうしゃがっこう）は、三和企業が運営する山口県宇部市にある指定自動車教習所。２０２１年９月１９日　新社屋完成

## 沿革
- 1964年（昭和39年） - 開校

| 昭和26年11月8日  | 有限会社三和建設工業所 設立                        |
| 昭和38年11月8日  | 三和建設企業株式会社 組織変更 西日本自動車専門学校 |
| 昭和39年2月1日   | 県公安委員会指定西日本自動車学校                   |
| 平成10年11月11日 | 宇部市内初 大型二輪指定                            |
| 平成19年6月2日   | 道路交通法改正 中型免許指定                        |
| 平成23年7月6日   | 県西部初 大型免許指定                              |
| 平成23年10月26日 | 自家用有償運送（国交省認定）                       |
| 平成24年9月26日  | 西日本技術講習センター 設立                        |
| 平成25年1月16日  | 宇部市内初 普通二種指定                            |
| 平成29年3月12日  | 道路交通法改正 準中型免許指定                      |

## 免許
- 普通自動車
- 中型自動車
- 大型自動車
- 大型特殊自動車
- けん引
- 大型自動二輪車
- 普通自動二輪車
- 普通二種
- 各種講習

企業講習・初心者講習・取消処分者講習など

## 三和企業株式会社
三和企業株式会社（さんわきぎょう）は、山口県宇部市に本社を置く。自動車教習所の他、コンクリート製品販売、技能講習センター、訪問看護事業など幅広い事業を展開している。

### 事業所
- 西日本自動車学校
- 西日本技術講習センター（フォークリフト、小型移動式クレーン、玉掛け、高所作業者技能講習、特別教育他）
- 新開コンクリート工業所

- 訪問看護事業部（三和ライフケア株式会社）

　　西日本訪問看護ステーションエスコート